# Pierre de La Chapelle-Taillefert
Pierre de La Chapelle-Taillefert (Petrus de Capella en latin) (né à une date inconnue au XIIIe siècle à La Chapelle-Taillefert, dans l'actuel département de la Creuse, alors dans la province du Limousin et mort le 16 mai 1312 à Avignon) est un ecclésiastique. En 1305, il est ordonné cardinal-prêtre du titre de Saint-Vital par Clément V et promu l'année suivante cardinal-évêque de Palestrina.

## Biographie
Il débute comme prévôt du chapitre de la collégiale Saint-Étienne d'Eymoutiers puis devient chanoine du chapitre de la Cathédrale Notre-Dame de Paris. Il sera aumônier du roi de France, Philippe IV le Bel, de 1285 à 1315.
Le 19 mai 1291, il est nommé évêque de Carcassonne par le pape Nicolas IV, fonction qu'il assure jusqu'en 1298. Le 25 octobre de cette même année il est transféré par Boniface VIII à l'évêché de Toulouse. Il quitte cette ville en 1305, date où il est ordonné cardinal-prêtre du titre de Saint-Vital par Clément V. Il sera promu l'année suivante cardinal-évêque de Palestrina.
Outre ses charges dans les ordres, il fut également professeur de droit romain à Orléans dans les années 1270, ayant parmi ses élèves le futur pape Clément V qui érigera plus tard Orléans en ville universitaire. Pierre de la Chapelle-Taillefert fut également l'oncle de Roger le Fort, évêque d'Orléans de 1321 à 1327 puis évêque de Limoges de 1328 à 1343.

## Le tombeau
En 1312, Pierre de La Chapelle-Taillefert est inhumé dans le chœur de la collégiale de son village natal qu'il a fondé l'année précédant sa mort. Son tombeau, en cuivre (ou en bronze suivant les sources), en partie doré et orné d'émail champlevé, serti de pierreries, est démonté en 1767 pour être transporté à Guéret. Disparu après la Révolution française, il ne nous en reste que les descriptions et les croquis de Beaumesnil que celui-ci réalisa en 1770. Il s'agit d'un tombeau à gisant, où Pierre de La Chapelle-Taillefert est représenté en tant qu'évêque et non en tant que cardinal. Ce tombeau fut commandé bien avant la mort de l'ecclésiastique, fait rare à l'époque.